# 서정귀
서정귀(徐廷貴, 1917년 3월 14일 ~ 1974년 1월 6일)는 대한민국의 정치인이다. 제4·5대 국회의원을 지냈다. 본관은 대구.

## 학력
- 통영국민학교 졸업
- 대구사범학교 졸업
- 경성법학전문학교 졸업
- 대한민국 국방대학교 행정학사 1기 졸업(1956년)

## 청년 시절 이력
- 만주고문시험 행정과 합격

## 경력
- 국립경찰전문학교 교관
- 중앙토지행정처 법무관
- 경남도의회 내무분과위원장
- 민주당 통영군당위원장
- 재무부 차관
- 국제신문 사장
- 호남정유주식회사 사장
  - 호남정유 여자배구단 구단주

## 역대 선거 결과
|  | 51.49% |

|  | 44.17% |

|  | 20.46% |